# Spijkenisse en Schiekamp
Dit overzicht is mogelijk incompleet; u kunt helpen door het uit te breiden.
De polders Spijkenisse en Schiekamp vormden een waterschap in de gemeente Nissewaard (voorheen Spijkenisse) in de Nederlandse provincie Zuid-Holland. Het waterschap was in 1858 gevormd uit het waterschap Spijkenisse en Braband na de afscheiding van de polder Braband aan het waterschap Braband, Hekelingen en Vriesland.
Het waterschap was verantwoordelijk voor de waterhuishouding in de polders.